# UFC Fight Night: Arlovski vs. Barnett
O UFC Fight Night: Arlovski vs. Barnett (também conhecido como UFC Fight Night: 93) foi um evento de artes marciais mistas promovido pelo Ultimate Fighting Championship, ocorrido em 3 de setembro de 2016 na Barclaycard Arena, em Hamburgo na Alemanha.

## Background
Após a realização de quatro eventos anteriores na Alemanha (Colônia, Oberhausen e duas vezes em Berlim), o evento foi o primeiro que a organização já recebeu em Hamburgo.
Uma luta no peso-pesado entre os ex-Campeões Peso Pesado do UFC, Andrei Arlovski e Josh Barnett, foi o combate principal do evento.
Recém-chegado na promoção, Emil Weber Meek foi programado para enfrentar Jessin Ayari (também recém-chegado) no evento. No entanto, Meek foi retirado da luta em 20 de julho, devido a questões de "conformidade", relacionados com a política antidoping do UFC. Uma semana depois, ele foi substituído por outro recém-chegado: Jim Wallhead.
Reza Madadi era esperado para enfrentar Rustam Khabilov no evento. Todavia, em 25 de julho, Madadi foi retirado da luta devido a razões não divulgadas, e foi substituído por Leandro Silva.
Ouviu-se rumores de que uma luta entre Henry Briones e Brad Pickett estava prevista para ocorrer neste card. Contudo, Briones foi substituído por Iuri Alcântara, no início de agosto, por motivos não revelados. Posteriormente, a luta entre Pickett e Alcântara foi remarcada para ocorrer um mês depois, no UFC 204.
Aisling Daly enfrentaria neste evento a ex-Campeã Peso Átomo do Invicta FC, Michelle Waterson. No entanto, Daly foi retirada da luta em 9 de agosto, devido a uma lesão. Agentes da promoção rapidamente procuraram alguém para substituir Daly, numa tentativa de manter Waterson no card. Por sua vez, Waterson foi removida do card, depois de uma lesão no seu dedo.
Germaine de Randamie foi programada para enfrentar Ashlee Evans-Smith no card. Contudo, de Randamie foi retirada da luta, em meados de agosto, citando uma lesão no pé, e foi substituída por recém-chegado na promoção Veronica Macedo.
Uma luta no peso-pena entre os recém-chegados na promoção, Martin Buschkamp e Alex Enlund, foi desfeita neste card durante a semana que antecedeu este evento, devido à Enlund ter sofrido uma lesão.

## Bônus da Noite
- Luta da Noite:  Josh Barnett vs.  Andrei Arlovski
- Performance da Noite:  Josh Barnett e  Ryan Bader